# Дойкхунтан
Дойкхунтан (тайск.: อุทยานแห่งชาติดอยขุนตาล) — национальный парк в северной части Таиланда. Горная цепь Кхун-тан образует природную границу между провинциями Лампхун и Лампанг: здесь и расположен национальный парк. Дой Кхун Тан был основан в 1975 году, и стал десятым национальным парком в Таиланде. Площадь парка — 255 км2. Национальный парк Дой Кхун Тан является охраняемой государством территорией.
Национальный парк известен тем, что на его территории железнодорожная ветка в Чиангмай проходит через самый длинный в стране туннель (1352 м), который был проложен ещё в начале XX века. Дорога на гору идет от железнодорожной станции Кхун Тан. На всей дистанции (7 км) расположены площадки для отдыха.

## Климат
С мая по июль воздух может прогреваться до 40 °C. В плане климата самым благоприятным временем для прибытия в национальный парк Кхун Тан считается период между ноябрем и февралем.

## Флора и фауна
В XX веке на территории Дой Кхун Тан шла активная вырубка леса. За последнее столетие в Таиланде общая площадь лесов сократилась с 75 % до 40 %. Тем не менее, здесь растут такие деревья, как тик, бамбук, сосна. Часто можно встретить такие цветы, как орхидеи и лилии. В целом на территории заповедника насчитывается более 1300 видов растений.
Кроме того, в национальном парке Дой Кхун Тан обитают зайцы, дикобразы, кабаны, различные виды птиц, рептилий и насекомых. В XX веке из-за многочисленных актов браконьерства значительно сократилась численность диких животных, проживавших на территории заповедника. Так, ещё несколько десятилетий назад в Дой Кхун Тан обитали гиббоны, тигры, слоны, медведи, олени и другие виды животных. Оказавшись перед угрозой истребления, многие животные покинули территорию заповедника.

## Туризм
В настоящее время Дой Кхун Тан является популярным туристическим направлением, поскольку в последние десятилетия администрация провинций Лампхун и Лампанг занималась развитием туристической инфраструктуры. Путешественники могут получить разрешение разбить лагерь или воспользоваться гостиничными услугами в парке. Так, на территории Дой Кхун Тан появились палаточные лагеря, бунгало (бревенчатые домики, оборудованные всем необходимым для комфортного проживания), а также ресторан.